# Йоош, Иштван
И́штван Йо́ош (венг. István Joós; 27 марта 1953, Дьёр) — венгерский гребец-байдарочник, выступал за сборную Венгрии в конце 1970-х — середине 1980-х годов. Серебряный призёр летних Олимпийских игр в Москве, серебряный и бронзовый призёр чемпионатов мира, обладатель бронзовой медали международного турнира «Дружба-84», многократный победитель регат национального значения.

## Биография
Иштван Йоош родился 27 марта 1953 года в городе Дьёр, медье Дьёр-Мошон-Шопрон. Активно заниматься греблей начал в раннем детстве, проходил подготовку в спортивном клубе Rába Egyetértés Torna Osztály.
Первого серьёзного успеха на взрослом международном уровне добился в 1977 году, когда побывал на чемпионате мира в болгарской Софии, откуда привёз награду серебряного достоинства, выигранную в зачёте четырёхместных байдарок на дистанции 10 000 метров. Год спустя выступил на мировом первенстве в югославском Белграде, где получил бронзу в гонке одиночек на десяти тысячах метров.
Благодаря череде удачных выступлений удостоился права защищать честь страны на летних Олимпийских играх 1980 года в Москве — вместе с напарником по команде Иштваном Сабо участвовал здесь в гонке байдарок-двоек на километре и завоевал серебряную медаль, проиграв на финише лишь сборной СССР. Также стартовал на километре в одиночках, но в данной дисциплине сумел дойти лишь до стадии полуфиналов.
В 1981 году Йоош получил серебро на чемпионате мира в английском Ноттингеме, в зачёте двухместных байдарок на десяти тысячах метров. Как член венгерской национальной сборной в 1984 году должен был участвовать в Олимпийских играх в Лос-Анджелесе, однако страны социалистического лагеря по политическим причинам бойкотировали эти соревнования, и вместо этого он выступил на альтернативном турнире «Дружба-84» в Восточном Берлине, где тоже был успешен, в частности завоевал бронзовую медаль в программе четвёрок на тысяче метрах, при этом его партнёрами были Жолт Дьюлаи, Андраш Райна и Чаба Абрахам. Вскоре после этих соревнований принял решение завершить карьеру профессионального спортсмена, уступив место в сборной молодым венгерским гребцам.